# Wilhelm von Knyphausen

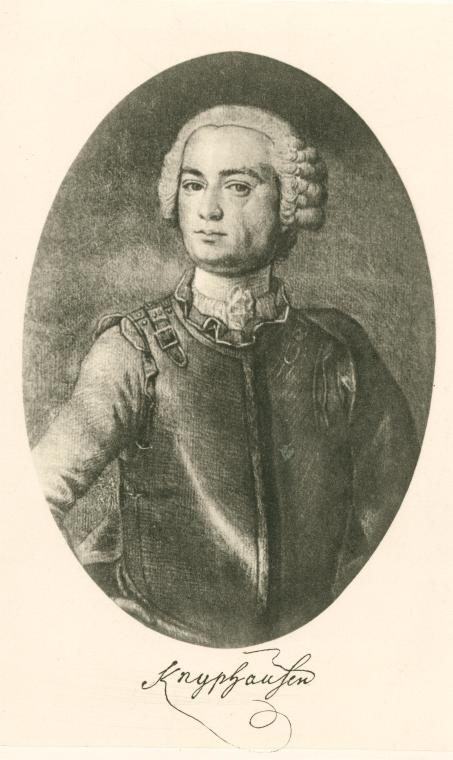
Wilhelm von Knyphausen

Wilhelm Reichsfreiherr von Innhausen und Knyphausen  (4 de novembro de 1716 - Lütetsburg, Frísia Oriental - 7 de dezembro de 1800 -  Kassel) foi um oficial geral alemão que serviu em Hesse-Kassel. Lutou na Guerra Revolucionária Americana, durante a qual comandou os auxiliares de Hesse em nome da Grã-Bretanha.
O pai de Knyphausen era coronel de um regimento prussiano sob o comando do duque de Marlborough. Educado em Berlim, o jovem Knyphausen entrou no serviço militar prussiano em 1734 e, em 1775, tornou-se oficial general do exército de Frederico, o Grande. No exército de Hesse-Cassel, ele era um tenente-general. Em 1776, com 42 anos de experiência militar, chegou às Treze Colônias da América do Norte Britânica como segundo em comando de um exército de 12.000 homens chamados "Hessianos" sob o comando do General Heister.
Knyphausen liderou as tropas hessianas nas Batalhas de White Plains, Fort Washington, Brandywine, Germantown, Springfield e Monmouth . Em 1779 e 1780, ele comandou a cidade de Nova York, controlada pelos britânicos. Quando Heister partiu para a Alemanha, Knyphausen assumiu o comando das tropas alemãs sob o comando de Sir William Howe. Por causa da antiguidade de Knyphausen, os oficiais britânicos mantinham comissões inativas superando-o no caso de o comandante britânico ficar incapacitado. Apesar disso, Knyphausen tinha a confiança de seus superiores britânicos.
O regimento de Knyphausen participou do ataque a Fort Washington e estava na guarnição de Trenton , Nova Jersey. O major von Dechow, que estava no comando no final de 1776, alertou o coronel Johann Rall para fortalecer a cidade, conselho que foi ignorado. Durante a Batalha de Trenton, o regimento tentou escapar através do Riacho Assunpink, mas foi forçado a se render. Dechow foi mortalmente ferido durante a batalha.

Sir William Howe deu a Knyphausen a responsabilidade de comandar o flanco direito no Brandywine, encarregado de manter a atenção dos comandantes continentais na linha do rio em Chadds Ford, Pensilvânia. Ele também comandou a vanguarda do exército que se retirava da Filadélfia na época da Batalha de Monmouth .Por vários anos, o corpo principal da força de Knyphausen ocupou a parte superior da ilha de Manhattan e, durante a ausência temporária de Sir Henry Clinton em 1780, ele estava no comando da cidade.
O regimento de Knyphausen serviu nas Américas de 1776 a 1783. Knyphausen deixou a América em 1782 em parte por causa de problemas de saúde, incluindo cegueira em um olho causada por uma catarata. (Sua esposa havia morrido em 1778.) Friedrich Wilhelm von Lossberg sucedeu ao comando das tropas hessianas em Nova York.
Knyphausen retornou à Europa, não tendo, como ele disse, alcançado glória nem avanço, mas perto do fim de sua vida tornou-se governador militar de Kassel. Ele era um oficial taciturno e discreto, que entendia o temperamento de suas tropas e raramente participava de façanhas perigosas. O seu era um exército mercenário de recrutas reunidos em casas de trabalho e por recrutamento, treinados no uso de armas a bordo. Como ele frequentemente declarava, um comandante judicioso podia confiar pouco em tais forças; diminuíram menos pela morte do que pela deserção. Em 1785, logo após o fim da guerra, o general Lafayette viajou para Kassel e conheceu Knyphausen. Ele escreveu ao general Washington que eles haviam relembrado a guerra e trocado elogios. Knyphausen morreu em 1800 como resultado de uma cirurgia ocular.
Fort Hill Park, em Staten Island, Nova York, é o local do que já foi chamado de Fort Knyphausen, um reduto de terra construído para afastar as forças Patriotas. Uma das ruas de Glasgow, Delaware, é chamada North General Knyphausen Court.